# Kamptjärnen, Värmland
Kamptjärnen är en sjö i Hagfors kommun i Värmland och ingår i Göta älvs huvudavrinningsområde.